# Liste des épouses des rois et prétendants au trône de Grèce
Reine de Grèce et reines des Hellènes
Vous lisez un « bon article » labellisé en 2017.  Il fait partie d'un « thème de qualité ».
La liste des épouses des rois et prétendants au trône de Grèce comprend les noms des six souveraines qui règnent, avec leurs maris, sur le royaume de Grèce entre 1832 et 1924 puis entre 1935 et 1973, ainsi que ceux des autres conjointes des rois et prétendants au trône.
La première de ces souveraines, Amélie d'Oldenbourg, porte le titre de « reine de Grèce » (en grec moderne : Βασίλισσα της Ελλάδος) de 1833 à 1862. Les six femmes qui lui succèdent (Olga Constantinovna de Russie, Sophie de Prusse, Élisabeth de Roumanie, Frederika de Hanovre et Anne-Marie de Danemark) arborent, quant à elles, le titre de « reine des Hellènes » (en grec moderne : Βασίλισσα των Ελλήνων) de 1863 à 1973. À ces six souveraines s'ajoutent Aspasía Mános, à qui aucun titre n'est conféré durant son éphémère mariage, entre 1919 et 1920, et Marie-Chantal Miller, qui est l'épouse de l'actuel prétendant à la couronne.
Étroitement apparentées au gotha européen, les souveraines grecques se sont inégalement intégrées à leur pays d'adoption, même si toutes, à l'exception d'Amélie d'Oldenbourg, ont embrassé la religion de leurs sujets. Les constitutions hellènes successives leur conférant des responsabilités limitées, la plupart des reines, sauf Amélie d'Oldenbourg et Frederika de Hanovre, sont restées éloignées de la politique. Chacune des souveraines s'est, par contre, montrée active dans le domaine social et, moindrement, culturel.

## Titulature des épouses royales
Après quatre siècles de domination ottomane, la Grèce obtient son indépendance avec le protocole de Londres de 1830. Cependant, les puissances protectrices du nouvel État (Royaume-Uni, France et Russie) lui imposent rapidement un régime monarchique. L'article 3 du traité de Londres de 1832 fait ainsi de la Grèce un royaume, dont le chef élu (Othon Ier) porte le titre de « roi de Grèce ». Dans ces conditions, l'épouse du souverain (Amélie d'Oldenbourg) reçoit le titre de « reine de Grèce » (en grec moderne : Βασίλισσα της Ελλάδος) en 1836.
Les choses évoluent après la révolution de 1862, et la déposition du premier couple royal, remplacé par un autre souverain, élu en 1863. Contrairement à son prédécesseur, le nouveau monarque, Georges Ier, reçoit le titre de « roi des Hellènes », qui lui est conféré par le traité de Londres de 1863. Son épouse, Olga Constantinovna de Russie, et celles de ses successeurs, prennent donc le titre de « reine des Hellènes » (en grec moderne : Βασίλισσα των Ελλήνων) à partir de 1867. Outre leurs titres personnels, les souveraines arborent traditionnellement (et en accord avec le traité de Londres de 1863) le titre de « princesses de Danemark », ce qui s'explique par l'appartenance de Georges Ier à la famille royale de Danemark.
Le roi Alexandre Ier ayant échoué à faire reconnaître, de son vivant, son union avec Aspasía Mános, celle-ci ne reçoit jamais le titre de « reine des Hellènes ». Pendant ses quelques mois de mariage, la jeune femme est ainsi connue sous le nom de « Madame Mános ». Ce n'est qu'une fois devenue veuve (1920), et après la naissance de sa fille Alexandra (1921), qu'Aspasía Mános est finalement intégrée à la famille royale et titrée officiellement « princesse de Grèce et de Danemark » (1922).

## Rôle institutionnel des souveraines

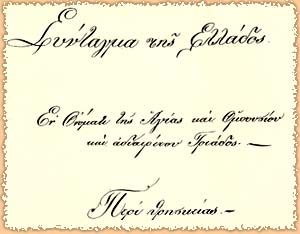
La constitution grecque de 1844, comme celles de 1864 et de 1911, n'évoque pas le rôle institutionnel des souveraines.

Le rôle de l'épouse du souverain n'est réellement défini par aucune des trois premières constitutions du royaume de Grèce. Il n'est ainsi fait nulle référence à la reine dans la loi fondamentale de 1844. Cependant, le troisième décret voté par le parlement hellénique en 1852 répare en partie cet oubli en octroyant automatiquement la régence à la reine Amélie d'Oldenbourg en cas de disparition du roi Othon Ier et de minorité ou d'absence de diadoque. Cette disposition est ensuite reconnue par les puissances protectrices de la Grèce à l'occasion de la signature du traité de Londres de 1852,, avant d'être abolie au cours de la révolution de 1862.
Sous le règne de Georges Ier, les constitutions de 1864 et de 1911 occultent elles aussi le rôle de la souveraine. Ainsi, les nouvelles lois fondamentales précisent seulement, dans leur article 51, qu'en cas de veuvage, une reine-mère non remariée « est appelée de droit à la tutelle » du successeur mineur, sans qu'il soit fait mention d'un éventuel droit à la régence,. Les choses évoluent considérablement durant le règne de Paul Ier avec la mise en place de la constitution de 1952. Le nouveau texte prévoit en effet que la reine-mère non remariée obtienne non seulement la tutelle du souverain mineur (article 51) mais qu'elle puisse aussi assurer la régence en cas de décès prématuré ou d'absence prolongée de son époux (articles 49, 50 et 53).
Cette innovation disparaît ensuite de la constitution de 1968, qui n'évoque plus la reine dans ses dispositions relatives à la régence (articles 37 et 39). L'épouse du souverain n'est plus mentionnée que dans le cadre de la censure, autorisée « pour cause d'outrage à la personne du roi, de l'héritier du trône, de leurs épouses et de leurs enfants » (article 14). La nouvelle loi fondamentale prive par ailleurs explicitement l'épouse du roi et les autres membres de la dynastie (excepté le roi et le diadoque) de toute « prestation [...] de la part du Trésor public » (article 34). Elle autorise cependant la reine, comme tout « membre de la famille royale », à « assumer la présidence honoraire d'organismes ou d'institutions d'utilité publique », à condition de n'y mener aucune « ingérence directe ou indirecte » (article 33).

## Condition sociale et religion des épouses royales

Toutes les reines des Hellènes ont adopté la religion orthodoxe et rejoint l'Église nationale grecque.

Aucune des constitutions du royaume de Grèce ni aucun traité international lié aux lois de succession au trône hellène n'établissent de règle concernant le mariage des souverains grecs ou de leurs descendants. L'institution du mariage morganatique, d'origine allemande, n'existe donc pas officiellement dans le pays et aucune règle explicite n'oblige les monarques, leurs successeurs ou les autres membres de la famille royale à choisir pour épouses des femmes issues du gotha européen, autrement dit des princesses appartenant à des maisons souveraines,.
Malgré tout, en Grèce comme dans les autres royaumes européens, les unions inégales ont longtemps été considérées comme des mésalliances et aucune roturière n'a pu accéder au titre de reine des Hellènes. À travers son mariage avec Aspasía Mános, le roi Alexandre Ier est ainsi le seul monarque grec à n'avoir pas contracté une union homogame. Ayant échoué à obtenir l'autorisation de son père, Constantin Ier, et du primat de l'Église grecque, Mélèce III, son mariage n'a toutefois jamais été reconnu de son vivant.
Aucune disposition constitutionnelle n'évoque non plus explicitement la question de la religion des reines, même si les différentes lois fondamentales grecques établissent que l'éventuel tuteur d'un souverain mineur doit « professer la religion orthodoxe orientale » (articles 51 des textes de 1864, 1911 et 1952 ; article 39 de 1968). À l'exception notable d'Amélie d'Oldenbourg, restée luthérienne jusqu'à sa mort, toutes les épouses royales ont pourtant fini par se convertir à l'orthodoxie (Sophie de Prusse en 1891 ; Frederika de Hanovre en 1946 ; Anne-Marie de Danemark en 1964,), quand elles ne sont pas simplement nées dans cette religion (Olga de Russie, Aspasía Mános, Élisabeth de Roumanie). Bien que mariée après l'abolition de la monarchie, Marie-Chantal Miller a également décidé d'embrasser la religion de son futur époux, en 1995.

## Dames de compagnie des souveraines

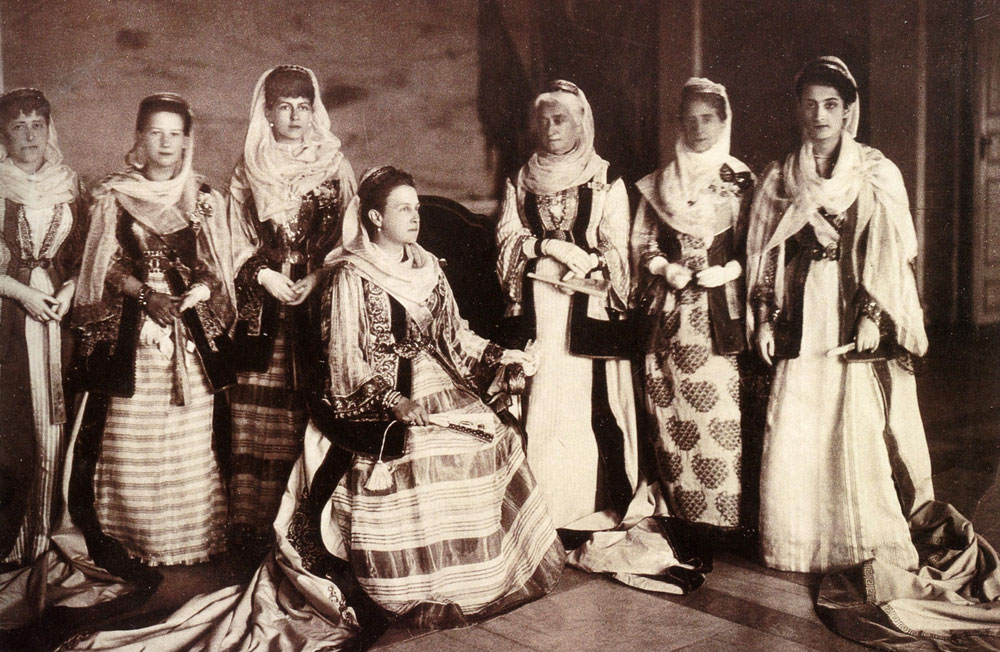
La reine Olga (assise) entourée de sa fille Marie (en deuxième position), de sa belle-fille Sophie (en troisième position) et de ses dames de compagnies (v. 1890). La deuxième d'entre elles (à droite de la souveraine) est Eleni Voultsou-Theocharis.

Comme dans toutes les monarchies européennes, les souveraines grecques sont entourées de dames de compagnie. Issues de la haute société hellène, et notamment de familles s'étant illustré lors de la guerre d'indépendance, ces jeunes femmes sont souvent apparentées et le changement de dynastie opéré en 1862-1863 n'affecte pas cette continuité. Ainsi Sophia Baltatzis, dame d'honneur de la reine Olga, est la fille de Mina (Wilhelmine) Reinecke-Baltatzis, dame d'honneur de la reine Amélie.
Cultivées, parlant français (la langue de la Cour) et souvent belles et élégantes (comme Ekateríni Karatzá), les dames de compagnie accompagnent les souveraines (et les princesses) dans leurs missions. C'est particulièrement vrai durant les périodes de guerre, lors desquelles elles travaillent au côté des reines dans les hôpitaux de campagne, mais ça l'est également en temps de paix, quand elles accompagnent leurs maîtresses dans leurs fonctions de représentation,. Durant les deux premiers règnes, les dames de compagnie portent des tenues inventées par les souveraines à partir des costumes du folklore grec,.
Plusieurs dames de compagnies des souveraines ont laissé leur trace dans l'histoire de la famille royale. Ioulia Somaki-Karolou est ainsi l'autrice d'une biographie de la reine Olga. Quant à Angeliki Kontostavlou, elle est à l'origine d'une importante collection de photographies princières, continuée par Amaryllis Markezinis et publiée dans un album en 2007.

## Bijoux des reines des Hellènes
Différents bijoux sont associés aux reines des Hellènes. 
Dans sa dot, la reine Olga amène en Grèce plusieurs parures héritées des Romanov, en 1867. Ensuite répartis entre ses enfants, une bonne partie des joyaux quitte la Couronne hellène. Une parure d'émeraudes passe néanmoins aux souveraines suivantes. Au moment du mariage du futur Georges II avec la princesse Élisabeth de Roumanie, en 1921, cette parure est remaniée pour créer un diadème de style kokochnik. Présentant un E, il est serti de gros cabochons de diamants et d'émeraudes,.
Un diadème en diamants et rubis à branches d'olivier issu de la reine Olga est, par ailleurs, revenu aux reines des Hellènes dans les années 1950. Passé à la grande-duchesse Hélène (épouse du prince Nicolas de Grèce) puis à sa fille Olga, le bijou est finalement racheté par le roi Paul Ier, qui en fait cadeau à la reine Frederika de Hanovre. Ce diadème, qui appartient désormais à la reine Anne-Marie de Danemark, rassemble les rubis qu'offrait, chaque année, le roi Georges Ier à son épouse en guise d'anniversaire de mariage.
Un diadème de diamants hérité des Hohenzollern passe dans la famille royale au moment du mariage de Sophie de Prusse avec le futur Constantin Ier. Probablement offert par le Kaiser Guillaume II en 1889, il est ensuite régulièrement porté par les reines et les princesses de Grèce,. Un autre bijou, connu sous le nom de diadème de cercles en diamants, est également entré dans la famille royale grâce à la reine Sophie. Parfois rehaussé d’une goutte suspendue au cercle central, il est désormais en possession de la princesse Irène. 
Outre le diadème en diamants et rubis à branches d'olivier déjà nommé, un autre bijou est entré dans la famille royale de Grèce grâce à la reine Frederika de Hanovre. Il s'agit du diadème de collier de perles et diamants, qui semble être passé par héritage à sa fille Irène.
D'autres bijoux sont arrivés dans la famille royale de Grèce grâce à la reine Anne-Marie de Danemark. Le diadème corsage antique a ainsi été offert à la souveraine par sa mère, la reine Ingrid de Suède, au début des années 1960. Réalisé à partir d'un ornement de corsage hérité de la reine Victoria de Bade, il est porté par plusieurs des filles et belles-filles d'Anne-Marie au moment de leurs noces. Surtout, le diadème du khédive d'Égypte passe par héritage à la reine des Hellènes au moment de la mort de sa mère, en 2000. Conçu par Cartier en 1905, ce diadème rappelle le souvenir du vice-roi Abbas II Hilmi, qui l'a offert à la princesse Margaret de Connaught au moment de son mariage avec le futur Gustave VI Adolphe de Suède.

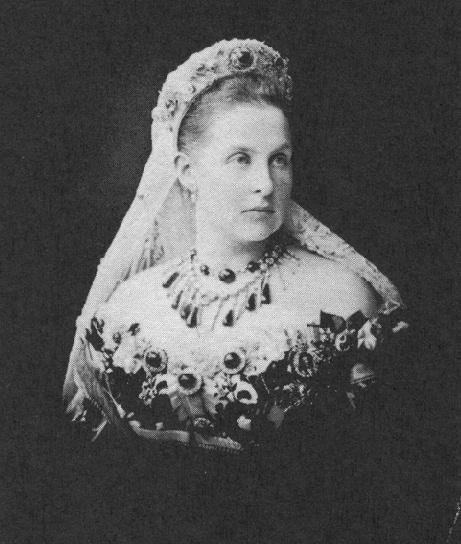
La reine Olga portant la première version de la parue d'émeraudes (v. 1880).
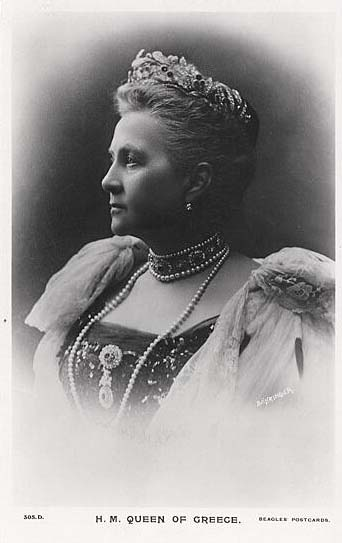
La reine Olga portant le diadème en diamants et rubis à branches d'olivier (v. 1910).
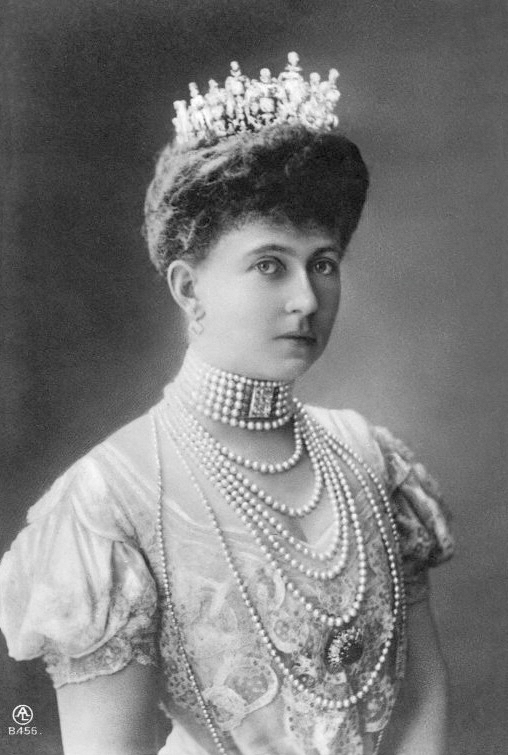
La reine Sophie portant le diadème de diamants (v. 1890).
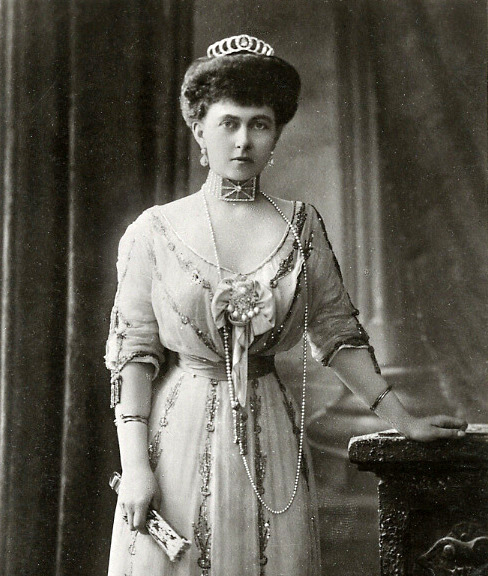
La reine Sophie portant le diadème de cercles en diamants (1913).
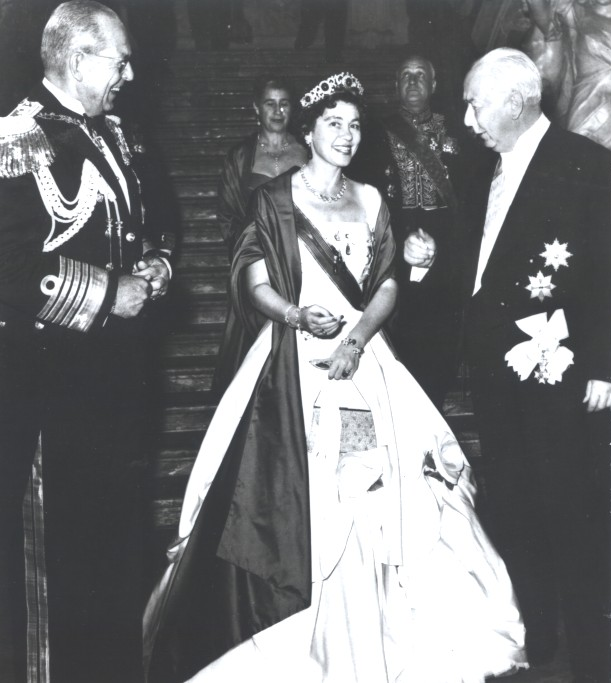
La reine Frederika portant la version moderne du diadème d'émeraudes (1954).
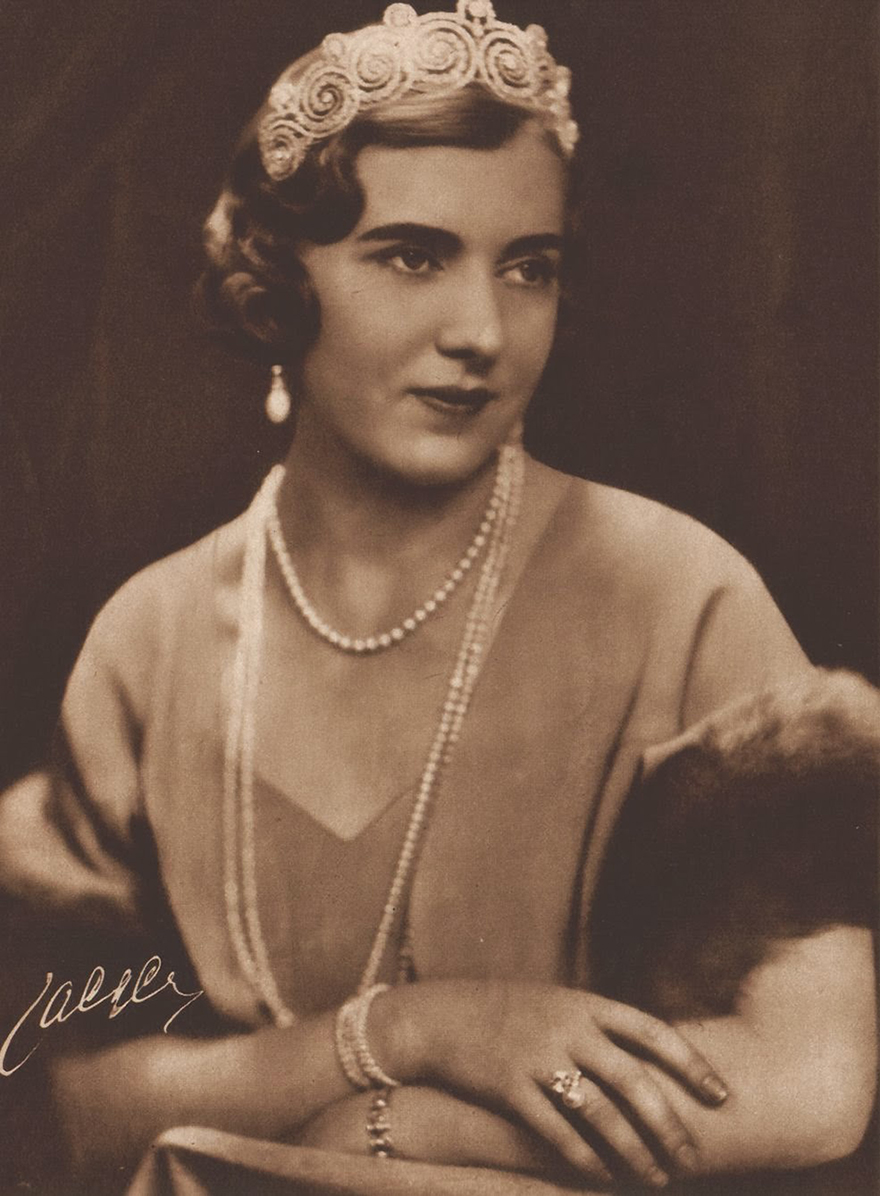
La reine Ingrid de Suède portant le diadème du Khédive d'Egypte, dont a hérité sa fille (v. 1935).
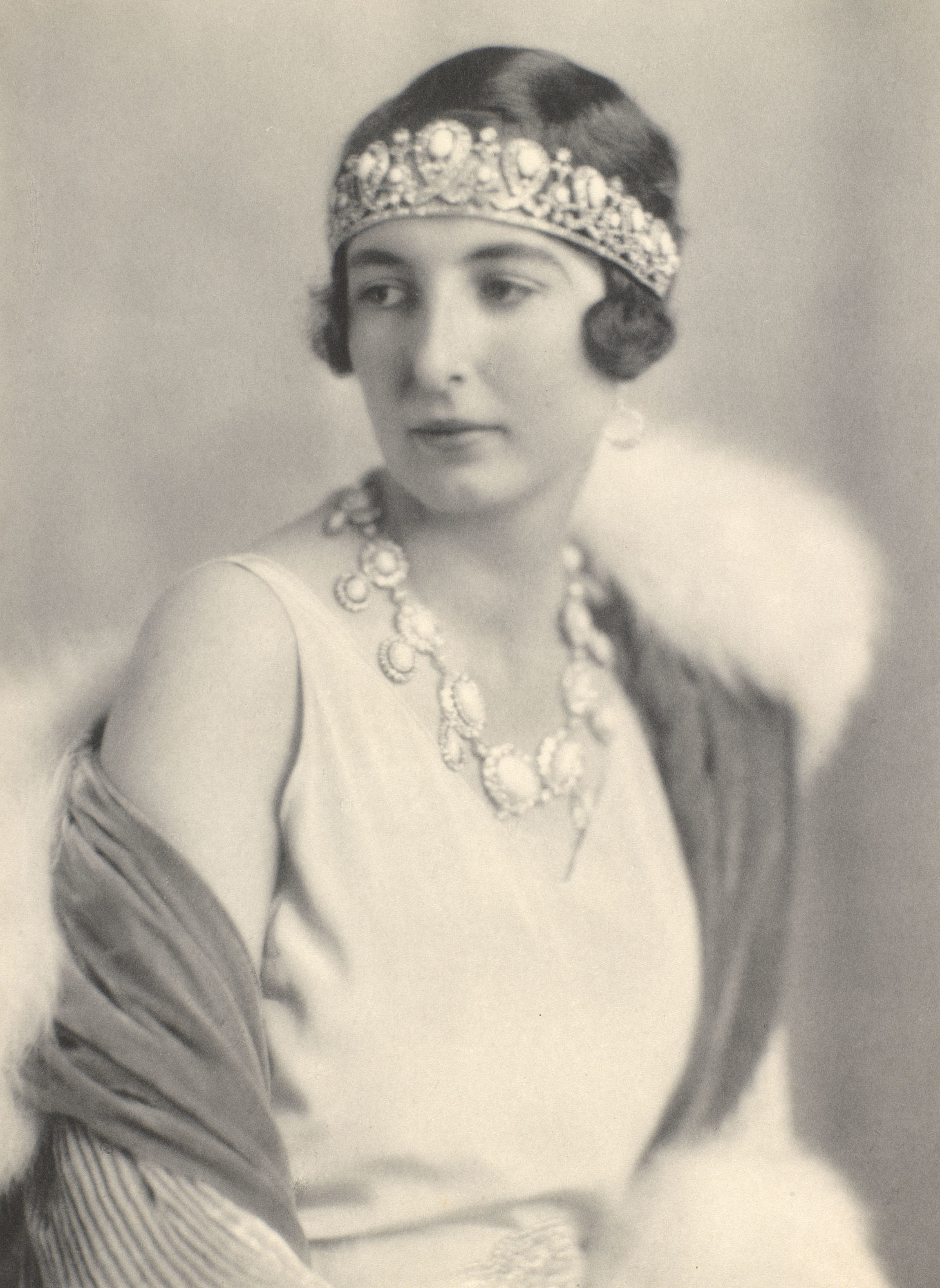
La princesse Françoise d'Orléans arborant la parure de turquoises héritée de la reine Olga (v. 1930).

## Liste des épouses royales

### Reine de Grèce (1833-1862)
| Portrait                                                     | Nom et titre(s) | Conjoint                                    | Filiation | Éléments biographiques | Armoiries                    |
| ------------------------------------------------------------ | --- | ------------------------------------------- | --- | --- | ---------------------------- |
| Célibat du roi Othon Ier (6 février 1833 - 22 novembre 1836) | |                                             | | |                              |
| Amélie d'Oldenbourg                                          | Amélie d'Oldenbourg (21 décembre 1818 - 20 mai 1875) Reine de Grèce (22 novembre 1836 - 23 octobre 1862) (25 ans, 11 mois et 1 jour) Régente de Grèce (1850-1851 et 1861-1862) | Othon Ier (1er juin 1815 - 26 juillet 1867) | Maison d'Oldenbourg Auguste Ier d'Oldenbourg (13 juillet 1783 - 27 février 1853) Adélaïde d'Anhalt-Bernbourg-Schaumbourg-Hoym (23 février 1800 - 13 septembre 1820) | Arrivée en Grèce en 1837, Amélie joue un rôle important dans la vie sociale, culturelle et politique de son royaume. Nommée plusieurs fois régente à l'occasion de séjours de son époux à l'étranger, elle se montre volontiers conservatrice et nationaliste. D'abord appréciée de ses sujets, elle devient progressivement impopulaire à cause de sa stérilité. | Armoiries de la reine Amélie |
| Interrègne (23 octobre 1862 - 30 mars 1863)                  | |                                             | | |                              |

### Épouse du prétendant au trône de Grèce (1862-1867)
| Portrait            | Nom et titre(s) | Conjoint                                    | Filiation | Éléments biographiques                                                                                       | Armoiries                    |
| ------------------- | --- | ------------------------------------------- | --- | --- | ---------------------------- |
| Amélie d'Oldenbourg | Amélie d'Oldenbourg (21 décembre 1818 - 20 mai 1875) « Reine de Grèce » (23 octobre 1862 - 26 juillet 1867) (4 ans, 9 mois et 3 jours) | Othon Ier (1er juin 1815 - 26 juillet 1867) | Maison d'Oldenbourg Auguste Ier d'Oldenbourg (13 juillet 1783 - 27 février 1853) Adélaïde d'Anhalt-Bernbourg-Schaumbourg-Hoym (23 février 1800 - 13 septembre 1820) | Déposée avec son époux lors de la révolution de 1862, Amélie finit ses jours en exil à Bamberg, en Bavière,. | Armoiries de la reine Amélie |

### Reines des Hellènes (1863-1919)
| Portrait                                                       | Nom et titre(s) | Conjoint                                       | Filiation | Éléments biographiques | Armoiries                    |
| -------------------------------------------------------------- | --- | ---------------------------------------------- | --- | --- | ---------------------------- |
| Célibat du roi Georges Ier (30 mars 1863 - 27 octobre 1867)    | |                                                | | |                              |
| Olga Constantinovna de Russie                                  | Olga Constantinovna de Russie (3 septembre 1851 - 18 juin 1926) Reine des Hellènes (27 octobre 1867 - 18 mars 1913) (45 ans, 4 mois et 19 jours) Régente de Grèce (18 novembre 1920 - 11 décembre 1920) (23 jours) | Georges Ier (24 décembre 1845 - 18 mars 1913)  | Maison Romanov Constantin Nikolaïevitch de Russie (9 septembre 1827 - 13 janvier 1892) Alexandra de Saxe-Altenbourg (8 juillet 1830 - 6 juillet 1911) | Devenue reine à l'âge de 16 ans, Olga garde toute sa vie la nostalgie de l'Empire russe,. Éloignée de la politique grecque malgré ses idées conservatrices, elle s'implique dans le travail social et soutient plusieurs institutions charitables. Mère de nombreux enfants, elle devient veuve après l'assassinat de son époux en 1913. Populaire jusqu'à sa mort, elle est nommée brièvement régente en 1920. | Armoiries de la reine Olga   |
| Sophie de Prusse                                               | Sophie de Prusse (14 juin 1870 - 13 janvier 1932) Reine des Hellènes (18 mars 1913 - 10 juin 1917) (4 ans, 2 mois et 23 jours)                                                                                     | Constantin Ier (2 août 1868 - 11 janvier 1923) | Maison de Hohenzollern Frédéric III d'Allemagne (18 octobre 1831 - 15 juin 1888) Victoria du Royaume-Uni (21 novembre 1840 - 5 août 1901)             | Dotée d'un prénom jugé de bon augure par les Grecs,, Sophie donne le jour à de nombreux enfants et s'investit activement dans les œuvres sociales. Sœur du Kaiser, la reine est accusée par les vénizélistes d'être pro-allemande pendant le premier conflit mondial,. Affaiblie par le Schisme national, elle est déposée avec son époux en 1917 et s'exile en Suisse.                                         | Armoiries de la reine Sophie |
| Célibat du roi Alexandre Ier (10 juin 1917 - 17 novembre 1919) | |                                                | | |                              |

### Épouse du roi des Hellènes (1919-1920)
| Portrait      | Nom et titre(s) | Conjoint                                        | Filiation                                                                               | Éléments biographiques | Armoiries                         |
| ------------- | --- | ----------------------------------------------- | --------------------------------------------------------------------------------------- | --- | --------------------------------- |
| Aspasía Mános | Aspasía Mános (4 septembre 1896 - 7 août 1972) « Madame Mános » (17 novembre 1919 - 25 octobre 1920) (11 mois et 8 jours) Princesse de Grèce et de Danemark (25 septembre 1922 - 7 août 1972) (49 ans, 10 mois et 23 jours) | Alexandre Ier (1er août 1893 - 25 octobre 1920) | Famille Manos Pétros Mános (7 avril 1871 - 4 avril 1918) Maria Argyropoulos (1874-1930) | Aspasía est le premier membre de la dynastie à être de souche grecque mais ses origines non royales l'empêchent d'être proclamée reine. Ayant conclu un mariage secret avec Alexandre Ier, elle est exilée quelque temps avant d'être autorisée à rentrer à Athènes à l'été 1920. Après le décès de son époux et la naissance d'une fille posthume, Aspasía parvient finalement à faire reconnaître son mariage et à intégrer la maison royale,. | Armoiries de la princesse Aspasía |

### Reines des Hellènes (1920-1924)
| Portrait                                                        | Nom et titre(s) | Conjoint                                       | Filiation | Éléments biographiques | Armoiries                       |
| --------------------------------------------------------------- | --- | ---------------------------------------------- | --- | --- | ------------------------------- |
| Interrègne (25 octobre 1920 - 19 décembre 1920)                 | |                                                | | |                                 |
| Sophie de Prusse                                                | Sophie de Prusse (14 juin 1870 - 13 janvier 1932) Reine des Hellènes (19 décembre 1920 - 27 septembre 1922) (1 an, 9 mois et 8 jours)       | Constantin Ier (2 août 1868 - 11 janvier 1923) | Maison de Hohenzollern Frédéric III d'Allemagne (18 octobre 1831 - 15 juin 1888) Victoria du Royaume-Uni (21 novembre 1840 - 5 août 1901)                     | Restaurée sur le trône avec son mari après la chute de Venizélos et le décès d'Alexandre Ier, Sophie revient en Grèce dans un contexte difficile. Toujours suspecté d'être pro-allemand, le couple royal est abandonné par les Alliés au moment de la guerre gréco-turque. En 1922, les souverains sont contraints de renoncer à la couronne et de partir en exil en Italie, où Sophie passe l'essentiel de ses dernières années. | Armoiries de la reine Sophie    |
| Élisabeth de Roumanie                                           | Élisabeth de Roumanie (12 octobre 1894 - 14 novembre 1956) Reine des Hellènes (27 septembre 1922 - 25 mars 1924) (1 an, 5 mois et 27 jours) | Georges II (19 juillet 1890 - 1er avril 1947)  | Maison de Hohenzollern-Sigmaringen Ferdinand Ier de Roumanie (24 août 1865 - 20 juillet 1927) Marie de Saxe-Cobourg-Gotha (29 octobre 1875 - 18 juillet 1938) | Dotée d'un caractère difficile, qui l'isole du reste de la famille royale, Élisabeth ne parvient jamais à s'adapter à la vie en Grèce,. Montée sur le trône avec son époux au moment de la « Grande Catastrophe », elle s'investit activement dans l'aide aux réfugiés micrasiates. Elle accueille cependant avec soulagement la proclamation de la République, qui lui permet de partir en exil dans son pays natal,.            | Armoiries de la reine Élisabeth |
| Deuxième République hellénique (25 mars 1924 - 3 novembre 1935) | |                                                | | |                                 |

### Épouse du prétendant au trône de Grèce (1924-1935)
| Portrait                                                          | Nom et titre(s) | Conjoint                                      | Filiation | Éléments biographiques | Armoiries                       |
| ----------------------------------------------------------------- | --- | --------------------------------------------- | --- | --- | ------------------------------- |
| Élisabeth de Roumanie                                             | Élisabeth de Roumanie (12 octobre 1894 - 14 novembre 1956) « Reine des Hellènes » (25 mars 1924 - 6 juillet 1935) (11 ans, 3 mois et 11 jours) | Georges II (19 juillet 1890 - 1er avril 1947) | Maison de Hohenzollern-Sigmaringen Ferdinand Ier de Roumanie (24 août 1865 - 20 juillet 1927) Marie de Saxe-Cobourg-Gotha (29 octobre 1875 - 18 juillet 1938) | Exilée en Roumanie, Élisabeth s'éloigne progressivement de son époux et noue une relation amoureuse avec un banquier. Effrayée par la perspective de restauration de la monarchie en Grèce, elle divorce finalement de Georges II et ne rentre jamais dans son pays,. | Armoiries de la reine Élisabeth |
| Célibat du prétendant au trône (6 juillet 1935 - 3 novembre 1935) | |                                               | | |                                 |

### Reines des Hellènes (1935-1973)
| Portrait | Nom et titre(s) | Conjoint                                      | Filiation | Éléments biographiques | Armoiries                        |
| --- | --- | --------------------------------------------- | --- | --- | -------------------------------- |
| Célibat du roi Georges II (3 novembre 1935 - 1er avril 1947) | |                                               | | |                                  |
| Frederika de Hanovre | Frederika de Hanovre (18 avril 1917 - 6 février 1981) Reine des Hellènes (1er avril 1947 - 6 mars 1964) (16 ans, 11 mois et 5 jours) | Paul Ier (14 décembre 1901 - 6 mars 1964)     | Maison de Hanovre Ernest-Auguste Ier de Brunswick (24 août 1865 - 20 juillet 1927) Victoria-Louise de Prusse (29 octobre 1875 - 18 juillet 1938) | Femme forte et conservatrice, Frederika devient reine pendant la guerre civile. Avec son époux, elle mène la lutte contre le communisme, et entretient des liens directs avec plusieurs chefs d'État occidentaux. Elle intervient aussi dans la vie politique, ce qui contribue à ternir l'image de la dynastie. Après le décès de son mari, elle se retire de la vie publique mais apparaît comme l'éminence grise de son fils,.                                                                                               | Armoiries de la reine Frederika  |
| Célibat du roi Constantin II (6 mars 1964 - 18 septembre 1964) | |                                               | | |                                  |
| Anne-Marie de Danemark | Anne-Marie de Danemark (30 août 1946) Reine des Hellènes (18 septembre 1964 - 1er juin 1973) (8 ans, 8 mois et 14 jours)             | Constantin II (2 juin 1940 - 10 janvier 2023) | Maison de Glücksbourg Frédéric IX de Danemark (11 mars 1899 - 14 janvier 1972) Ingrid de Suède (28 mars 1910 - 7 novembre 2000)                  | Montée sur le trône à l'âge de 18 ans, Anne-Marie est une reine effacée, qui reste éloignée de la politique. Active dans le domaine social, elle se consacre surtout à ses enfants. En 1967, la mise en place de la « Dictature des colonels » affaiblit la famille royale, d'abord critiquée pour sa collaboration avec les militaires, puis contrainte à l'exil après l'échec d'un contre-coup d'État. Chassée de son pays, Anne-Marie reste officiellement reine jusqu'en 1973, date à laquelle est proclamée la République. | Armoiries de la reine Anne-Marie |
| Période républicaine de la Dictature des colonels (1er juin 1973 - 21 juillet 1974) Transition démocratique (21 juillet 1974 - 8 décembre 1974) Troisième République hellénique (depuis le 8 décembre 1974) | |                                               | | |                                  |

### Épouses du prétendant au trône de Grèce (depuis 1973)
| Portrait               | Nom et titre(s) | Conjoint                                      | Filiation | Éléments biographiques | Armoiries                               |
| ---------------------- | --- | --------------------------------------------- | --- | --- | --------------------------------------- |
| Anne-Marie de Danemark | Anne-Marie de Danemark (30 août 1946) « Reine des Hellènes » (1er juin 1973 - 10 janvier 2023) (49 ans, 7 mois et 9 jours)                  | Constantin II (2 juin 1940 - 10 janvier 2023) | Maison de Glücksbourg Frédéric IX de Danemark (11 mars 1899 - 14 janvier 1972) Ingrid de Suède (28 mars 1910 - 7 novembre 2000) | Un référendum démocratique ayant confirmé l'abolition de la monarchie en 1974, Anne-Marie et Constantin II sont maintenus en exil jusqu'en 2004. Confronté à l'opposition de la classe politique, le couple royal voit ses biens confisqués en 1994, avant d'être indemnisé en 2000. Toujours impliquée dans les questions sociales, Anne-Marie préside aujourd'hui une fondation qui porte son nom. | Armoiries de la reine Anne-Marie        |
| Marie-Chantal Miller   | Marie-Chantal Miller (17 septembre 1968) Épouse du chef de la maison royale de Grèce (depuis le 10 janvier 2023) (2 ans, 7 mois et 6 jours) | Paul de Grèce (20 mai 1967)                   | Famille Miller Robert Warren Miller (23 mai 1933) María Clara Pesantes (25 juin 1940)                                           | Fille d'un riche homme d'affaires américain, Marie-Chantal grandit entre l'Asie, l'Europe et l'Amérique. Mariée en grande pompe au diadoque Paul en 1995, elle fonde une entreprise de mode enfantine dans les années 2000. Personnalité incontournable des magazines de mode et de la presse du cœur, elle a été classée 12e femme la plus riche du Royaume-Uni par le Times en 2021.               | Armoiries de la princesse Marie-Chantal |

## Des souveraines grecques étroitement apparentées
|  |  |  |  |  |  |  |  |  |  |  |  |  |  |  |  |  |  |  |  |  |  |  |  |                               |                               |                               |                               |                               |                               |  |  |                                          |                                          |                                          |                                          |                                          |                                          |  |  | Frédéric II Eugène, Duc de Wurtemberg            |                                                  |                                                  |                                                  |                                                  |                                                  |                                     |                                     |                                          |                                          |                                          |                                          |                                          |                                          |                             |                             |                                                |                                                |                                                |                                                |                                                |                                                |  |  |  |  |  |  |  |  |  |  |  |  |  |  |  |  |  |  |  |  |  |  |  |  |  |  |  |  |
|  |  |  |  |  |  |  |  |  |  |  |  |  |  |  |  |  |  |  |  |  |  |  |  |                               |                               |                               |                               |                               |                               |  |  |                                          |                                          |                                          |                                          |                                          |                                          |  |  |                                                  |                                                  |                                                  |                                                  |                                                  |                                                  |                                     |                                     |                                          |                                          |                                          |                                          |                                          |                                          |                             |                             |                                                |                                                |                                                |                                                |                                                |                                                |  |  |  |  |  |  |  |  |  |  |  |  |  |  |  |  |  |  |  |  |  |  |  |  |  |  |  |  |
|  |  |  |  |  |  |  |  |  |  |  |  |  |  |  |  |  |  |  |  |  |  |  |  |                               |                               |                               |                               |                               |                               |  |  |                                          |                                          |                                          |                                          |                                          |                                          |  |  |                                                  |                                                  |                                                  |                                                  |                                                  |                                                  |                                     |                                     |                                          |                                          |                                          |                                          |                                          |                                          |                             |                             |                                                |                                                |                                                |                                                |                                                |                                                |  |  |  |  |  |  |  |  |  |  |  |  |  |  |  |  |  |  |  |  |  |  |  |  |  |  |  |  |
|  |  |  |  |  |  |  |  |  |  |  |  |  |  |  |  |  |  |  |  |  |  |  |  |                               |                               |                               |                               |                               |                               |  |  |                                          |                                          |                                          |                                          |                                          |                                          |  |  |                                                  |                                                  |                                                  |                                                  |                                                  |                                                  |                                     |                                     |                                          |                                          |                                          |                                          |                                          |                                          |                             |                             |                                                |                                                |                                                |                                                |                                                |                                                |  |  |  |  |  |  |  |  |  |  |  |  |  |  |  |  |  |  |  |  |  |  |  |  |  |  |  |  |
|  |  |  |  |  |  |  |  |  |  |  |  |  |  |  |  |  |  |  |  |  |  |  |  | Frédérique, Dsse d'Oldenbourg | Frédérique, Dsse d'Oldenbourg | Frédérique, Dsse d'Oldenbourg | Frédérique, Dsse d'Oldenbourg | Frédérique, Dsse d'Oldenbourg | Frédérique, Dsse d'Oldenbourg |  |  | Louis, Pce de Wurtemberg                 | Louis, Pce de Wurtemberg                 | Louis, Pce de Wurtemberg                 | Louis, Pce de Wurtemberg                 | Louis, Pce de Wurtemberg                 | Louis, Pce de Wurtemberg                 |  |  |                                                  |                                                  |                                                  |                                                  | Marie Féodorovna, Tsarine de Russie              | Marie Féodorovna, Tsarine de Russie              | Marie Féodorovna, Tsarine de Russie | Marie Féodorovna, Tsarine de Russie | Marie Féodorovna, Tsarine de Russie      | Marie Féodorovna, Tsarine de Russie      |                                          |                                          |                                          |                                          |                             |                             |                                                |                                                |                                                |                                                |                                                |                                                |  |  |  |  |  |  |  |  |  |  |  |  |  |  |  |  |  |  |  |  |  |  |  |  |  |  |  |  |
|  |  |  |  |  |  |  |  |  |  |  |  |  |  |  |  |  |  |  |  |  |  |  |  | Frédérique, Dsse d'Oldenbourg | Frédérique, Dsse d'Oldenbourg | Frédérique, Dsse d'Oldenbourg | Frédérique, Dsse d'Oldenbourg | Frédérique, Dsse d'Oldenbourg | Frédérique, Dsse d'Oldenbourg |  |  | Louis, Pce de Wurtemberg                 | Louis, Pce de Wurtemberg                 | Louis, Pce de Wurtemberg                 | Louis, Pce de Wurtemberg                 | Louis, Pce de Wurtemberg                 | Louis, Pce de Wurtemberg                 |  |  |                                                  |                                                  |                                                  |                                                  | Marie Féodorovna, Tsarine de Russie              | Marie Féodorovna, Tsarine de Russie              | Marie Féodorovna, Tsarine de Russie | Marie Féodorovna, Tsarine de Russie | Marie Féodorovna, Tsarine de Russie      | Marie Féodorovna, Tsarine de Russie      |                                          |                                          |                                          |                                          |                             |                             |                                                |                                                |                                                |                                                |                                                |                                                |  |  |  |  |  |  |  |  |  |  |  |  |  |  |  |  |  |  |  |  |  |  |  |  |  |  |  |  |
|  |  |  |  |  |  |  |  |  |  |  |  |  |  |  |  |  |  |  |  |  |  |  |  |                               |                               |                               |                               |                               |                               |  |  |                                          |                                          |                                          |                                          |                                          |                                          |  |  |                                                  |                                                  |                                                  |                                                  |                                                  |                                                  |                                     |                                     |                                          |                                          |                                          |                                          |                                          |                                          |                             |                             |                                                |                                                |                                                |                                                |                                                |                                                |  |  |  |  |  |  |  |  |  |  |  |  |  |  |  |  |  |  |  |  |  |  |  |  |  |  |  |  |
|  |  |  |  |  |  |  |  |  |  |  |  |  |  |  |  |  |  |  |  |  |  |  |  | Auguste Ier, Duc d'Oldenbourg | Auguste Ier, Duc d'Oldenbourg | Auguste Ier, Duc d'Oldenbourg | Auguste Ier, Duc d'Oldenbourg | Auguste Ier, Duc d'Oldenbourg | Auguste Ier, Duc d'Oldenbourg |  |  | Amélie, Dsse de Saxe-Altenbourg          | Amélie, Dsse de Saxe-Altenbourg          | Amélie, Dsse de Saxe-Altenbourg          | Amélie, Dsse de Saxe-Altenbourg          | Amélie, Dsse de Saxe-Altenbourg          | Amélie, Dsse de Saxe-Altenbourg          |  |  | Marie Pavlovna, Gde-Dsse de Saxe-Weimar-Eisenach | Marie Pavlovna, Gde-Dsse de Saxe-Weimar-Eisenach | Marie Pavlovna, Gde-Dsse de Saxe-Weimar-Eisenach | Marie Pavlovna, Gde-Dsse de Saxe-Weimar-Eisenach | Marie Pavlovna, Gde-Dsse de Saxe-Weimar-Eisenach | Marie Pavlovna, Gde-Dsse de Saxe-Weimar-Eisenach |                                     |                                     |                                          |                                          |                                          |                                          | Nicolas Ier, Tsar de Russie              | Nicolas Ier, Tsar de Russie              | Nicolas Ier, Tsar de Russie | Nicolas Ier, Tsar de Russie | Nicolas Ier, Tsar de Russie                    | Nicolas Ier, Tsar de Russie                    |                                                |                                                |                                                |                                                |  |  |  |  |  |  |  |  |  |  |  |  |  |  |  |  |  |  |  |  |  |  |  |  |  |  |  |  |
|  |  |  |  |  |  |  |  |  |  |  |  |  |  |  |  |  |  |  |  |  |  |  |  | Auguste Ier, Duc d'Oldenbourg | Auguste Ier, Duc d'Oldenbourg | Auguste Ier, Duc d'Oldenbourg | Auguste Ier, Duc d'Oldenbourg | Auguste Ier, Duc d'Oldenbourg | Auguste Ier, Duc d'Oldenbourg |  |  | Amélie, Dsse de Saxe-Altenbourg          | Amélie, Dsse de Saxe-Altenbourg          | Amélie, Dsse de Saxe-Altenbourg          | Amélie, Dsse de Saxe-Altenbourg          | Amélie, Dsse de Saxe-Altenbourg          | Amélie, Dsse de Saxe-Altenbourg          |  |  | Marie Pavlovna, Gde-Dsse de Saxe-Weimar-Eisenach | Marie Pavlovna, Gde-Dsse de Saxe-Weimar-Eisenach | Marie Pavlovna, Gde-Dsse de Saxe-Weimar-Eisenach | Marie Pavlovna, Gde-Dsse de Saxe-Weimar-Eisenach | Marie Pavlovna, Gde-Dsse de Saxe-Weimar-Eisenach | Marie Pavlovna, Gde-Dsse de Saxe-Weimar-Eisenach |                                     |                                     |                                          |                                          |                                          |                                          | Nicolas Ier, Tsar de Russie              | Nicolas Ier, Tsar de Russie              | Nicolas Ier, Tsar de Russie | Nicolas Ier, Tsar de Russie | Nicolas Ier, Tsar de Russie                    | Nicolas Ier, Tsar de Russie                    |                                                |                                                |                                                |                                                |  |  |  |  |  |  |  |  |  |  |  |  |  |  |  |  |  |  |  |  |  |  |  |  |  |  |  |  |
|  |  |  |  |  |  |  |  |  |  |  |  |  |  |  |  |  |  |  |  |  |  |  |  |                               |                               |                               |                               |                               |                               |  |  |                                          |                                          |                                          |                                          |                                          |                                          |  |  |                                                  |                                                  |                                                  |                                                  |                                                  |                                                  |                                     |                                     |                                          |                                          |                                          |                                          |                                          |                                          |                             |                             |                                                |                                                |                                                |                                                |                                                |                                                |  |  |  |  |  |  |  |  |  |  |  |  |  |  |  |  |  |  |  |  |  |  |  |  |  |  |  |  |
|  |  |  |  |  |  |  |  |  |  |  |  |  |  |  |  |  |  |  |  |  |  |  |  | Amélie, Reine de Grèce        | Amélie, Reine de Grèce        | Amélie, Reine de Grèce        | Amélie, Reine de Grèce        | Amélie, Reine de Grèce        | Amélie, Reine de Grèce        |  |  | Alexandra Iossifovna, Gde-Dsse de Russie | Alexandra Iossifovna, Gde-Dsse de Russie | Alexandra Iossifovna, Gde-Dsse de Russie | Alexandra Iossifovna, Gde-Dsse de Russie | Alexandra Iossifovna, Gde-Dsse de Russie | Alexandra Iossifovna, Gde-Dsse de Russie |  |  | Augusta, Impératrice allemande                   | Augusta, Impératrice allemande                   | Augusta, Impératrice allemande                   | Augusta, Impératrice allemande                   | Augusta, Impératrice allemande                   | Augusta, Impératrice allemande                   |                                     |                                     | Marie, Pcesse de Prusse                  | Marie, Pcesse de Prusse                  | Marie, Pcesse de Prusse                  | Marie, Pcesse de Prusse                  | Marie, Pcesse de Prusse                  | Marie, Pcesse de Prusse                  |                             |                             | Alexandre II, Tsar de Russie                   | Alexandre II, Tsar de Russie                   | Alexandre II, Tsar de Russie                   | Alexandre II, Tsar de Russie                   | Alexandre II, Tsar de Russie                   | Alexandre II, Tsar de Russie                   |  |  |  |  |  |  |  |  |  |  |  |  |  |  |  |  |  |  |  |  |  |  |  |  |  |  |  |  |
|  |  |  |  |  |  |  |  |  |  |  |  |  |  |  |  |  |  |  |  |  |  |  |  | Amélie, Reine de Grèce        | Amélie, Reine de Grèce        | Amélie, Reine de Grèce        | Amélie, Reine de Grèce        | Amélie, Reine de Grèce        | Amélie, Reine de Grèce        |  |  | Alexandra Iossifovna, Gde-Dsse de Russie | Alexandra Iossifovna, Gde-Dsse de Russie | Alexandra Iossifovna, Gde-Dsse de Russie | Alexandra Iossifovna, Gde-Dsse de Russie | Alexandra Iossifovna, Gde-Dsse de Russie | Alexandra Iossifovna, Gde-Dsse de Russie |  |  | Augusta, Impératrice allemande                   | Augusta, Impératrice allemande                   | Augusta, Impératrice allemande                   | Augusta, Impératrice allemande                   | Augusta, Impératrice allemande                   | Augusta, Impératrice allemande                   |                                     |                                     | Marie, Pcesse de Prusse                  | Marie, Pcesse de Prusse                  | Marie, Pcesse de Prusse                  | Marie, Pcesse de Prusse                  | Marie, Pcesse de Prusse                  | Marie, Pcesse de Prusse                  |                             |                             | Alexandre II, Tsar de Russie                   | Alexandre II, Tsar de Russie                   | Alexandre II, Tsar de Russie                   | Alexandre II, Tsar de Russie                   | Alexandre II, Tsar de Russie                   | Alexandre II, Tsar de Russie                   |  |  |  |  |  |  |  |  |  |  |  |  |  |  |  |  |  |  |  |  |  |  |  |  |  |  |  |  |
|  |  |  |  |  |  |  |  |  |  |  |  |  |  |  |  |  |  |  |  |  |  |  |  |                               |                               |                               |                               |                               |                               |  |  | Olga Constantinovna, Reine des Hellènes  | Olga Constantinovna, Reine des Hellènes  | Olga Constantinovna, Reine des Hellènes  | Olga Constantinovna, Reine des Hellènes  | Olga Constantinovna, Reine des Hellènes  | Olga Constantinovna, Reine des Hellènes  |  |  | Frédéric III, Empereur allemand                  | Frédéric III, Empereur allemand                  | Frédéric III, Empereur allemand                  | Frédéric III, Empereur allemand                  | Frédéric III, Empereur allemand                  | Frédéric III, Empereur allemand                  |                                     |                                     | Frédéric-Charles, Pce de Prusse          | Frédéric-Charles, Pce de Prusse          | Frédéric-Charles, Pce de Prusse          | Frédéric-Charles, Pce de Prusse          | Frédéric-Charles, Pce de Prusse          | Frédéric-Charles, Pce de Prusse          |                             |                             | Maria Alexandrovna, Dsse de Saxe-Cobourg-Gotha | Maria Alexandrovna, Dsse de Saxe-Cobourg-Gotha | Maria Alexandrovna, Dsse de Saxe-Cobourg-Gotha | Maria Alexandrovna, Dsse de Saxe-Cobourg-Gotha | Maria Alexandrovna, Dsse de Saxe-Cobourg-Gotha | Maria Alexandrovna, Dsse de Saxe-Cobourg-Gotha |  |  |  |  |  |  |  |  |  |  |  |  |  |  |  |  |  |  |  |  |  |  |  |  |  |  |  |  |
|  |  |  |  |  |  |  |  |  |  |  |  |  |  |  |  |  |  |  |  |  |  |  |  |                               |                               |                               |                               |                               |                               |  |  | Olga Constantinovna, Reine des Hellènes  | Olga Constantinovna, Reine des Hellènes  | Olga Constantinovna, Reine des Hellènes  | Olga Constantinovna, Reine des Hellènes  | Olga Constantinovna, Reine des Hellènes  | Olga Constantinovna, Reine des Hellènes  |  |  | Frédéric III, Empereur allemand                  | Frédéric III, Empereur allemand                  | Frédéric III, Empereur allemand                  | Frédéric III, Empereur allemand                  | Frédéric III, Empereur allemand                  | Frédéric III, Empereur allemand                  |                                     |                                     | Frédéric-Charles, Pce de Prusse          | Frédéric-Charles, Pce de Prusse          | Frédéric-Charles, Pce de Prusse          | Frédéric-Charles, Pce de Prusse          | Frédéric-Charles, Pce de Prusse          | Frédéric-Charles, Pce de Prusse          |                             |                             | Maria Alexandrovna, Dsse de Saxe-Cobourg-Gotha | Maria Alexandrovna, Dsse de Saxe-Cobourg-Gotha | Maria Alexandrovna, Dsse de Saxe-Cobourg-Gotha | Maria Alexandrovna, Dsse de Saxe-Cobourg-Gotha | Maria Alexandrovna, Dsse de Saxe-Cobourg-Gotha | Maria Alexandrovna, Dsse de Saxe-Cobourg-Gotha |  |  |  |  |  |  |  |  |  |  |  |  |  |  |  |  |  |  |  |  |  |  |  |  |  |  |  |  |
|  |  |  |  |  |  |  |  |  |  |  |  |  |  |  |  |  |  |  |  |  |  |  |  |                               |                               |                               |                               |                               |                               |  |  |                                          |                                          |                                          |                                          |                                          |                                          |  |  |                                                  |                                                  |                                                  |                                                  |                                                  |                                                  |                                     |                                     |                                          |                                          |                                          |                                          |                                          |                                          |                             |                             |                                                |                                                |                                                |                                                |                                                |                                                |  |  |  |  |  |  |  |  |  |  |  |  |  |  |  |  |  |  |  |  |  |  |  |  |  |  |  |  |
|  |  |  |  |  |  |  |  |  |  |  |  |  |  |  |  |  |  |  |  |  |  |  |  |                               |                               |                               |                               |                               |                               |  |  | Sophie, Reine des Hellènes               | Sophie, Reine des Hellènes               | Sophie, Reine des Hellènes               | Sophie, Reine des Hellènes               | Sophie, Reine des Hellènes               | Sophie, Reine des Hellènes               |  |  | Guillaume II, Empereur allemand                  | Guillaume II, Empereur allemand                  | Guillaume II, Empereur allemand                  | Guillaume II, Empereur allemand                  | Guillaume II, Empereur allemand                  | Guillaume II, Empereur allemand                  |                                     |                                     | Louise-Marguerite, Pcesse du Royaume-Uni | Louise-Marguerite, Pcesse du Royaume-Uni | Louise-Marguerite, Pcesse du Royaume-Uni | Louise-Marguerite, Pcesse du Royaume-Uni | Louise-Marguerite, Pcesse du Royaume-Uni | Louise-Marguerite, Pcesse du Royaume-Uni |                             |                             | Marie, Reine de Roumanie                       | Marie, Reine de Roumanie                       | Marie, Reine de Roumanie                       | Marie, Reine de Roumanie                       | Marie, Reine de Roumanie                       | Marie, Reine de Roumanie                       |  |  |  |  |  |  |  |  |  |  |  |  |  |  |  |  |  |  |  |  |  |  |  |  |  |  |  |  |
|  |  |  |  |  |  |  |  |  |  |  |  |  |  |  |  |  |  |  |  |  |  |  |  |                               |                               |                               |                               |                               |                               |  |  | Sophie, Reine des Hellènes               | Sophie, Reine des Hellènes               | Sophie, Reine des Hellènes               | Sophie, Reine des Hellènes               | Sophie, Reine des Hellènes               | Sophie, Reine des Hellènes               |  |  | Guillaume II, Empereur allemand                  | Guillaume II, Empereur allemand                  | Guillaume II, Empereur allemand                  | Guillaume II, Empereur allemand                  | Guillaume II, Empereur allemand                  | Guillaume II, Empereur allemand                  |                                     |                                     | Louise-Marguerite, Pcesse du Royaume-Uni | Louise-Marguerite, Pcesse du Royaume-Uni | Louise-Marguerite, Pcesse du Royaume-Uni | Louise-Marguerite, Pcesse du Royaume-Uni | Louise-Marguerite, Pcesse du Royaume-Uni | Louise-Marguerite, Pcesse du Royaume-Uni |                             |                             | Marie, Reine de Roumanie                       | Marie, Reine de Roumanie                       | Marie, Reine de Roumanie                       | Marie, Reine de Roumanie                       | Marie, Reine de Roumanie                       | Marie, Reine de Roumanie                       |  |  |  |  |  |  |  |  |  |  |  |  |  |  |  |  |  |  |  |  |  |  |  |  |  |  |  |  |
|  |  |  |  |  |  |  |  |  |  |  |  |  |  |  |  |  |  |  |  |  |  |  |  |                               |                               |                               |                               |                               |                               |  |  |                                          |                                          |                                          |                                          |                                          |                                          |  |  | Victoria-Louise, Dsse de Brunswick               | Victoria-Louise, Dsse de Brunswick               | Victoria-Louise, Dsse de Brunswick               | Victoria-Louise, Dsse de Brunswick               | Victoria-Louise, Dsse de Brunswick               | Victoria-Louise, Dsse de Brunswick               |                                     |                                     | Margaret, Pcesse de Suède                | Margaret, Pcesse de Suède                | Margaret, Pcesse de Suède                | Margaret, Pcesse de Suède                | Margaret, Pcesse de Suède                | Margaret, Pcesse de Suède                |                             |                             | Élisabeth, Reine des Hellènes                  | Élisabeth, Reine des Hellènes                  | Élisabeth, Reine des Hellènes                  | Élisabeth, Reine des Hellènes                  | Élisabeth, Reine des Hellènes                  | Élisabeth, Reine des Hellènes                  |  |  |  |  |  |  |  |  |  |  |  |  |  |  |  |  |  |  |  |  |  |  |  |  |  |  |  |  |
|  |  |  |  |  |  |  |  |  |  |  |  |  |  |  |  |  |  |  |  |  |  |  |  |                               |                               |                               |                               |                               |                               |  |  |                                          |                                          |                                          |                                          |                                          |                                          |  |  | Victoria-Louise, Dsse de Brunswick               | Victoria-Louise, Dsse de Brunswick               | Victoria-Louise, Dsse de Brunswick               | Victoria-Louise, Dsse de Brunswick               | Victoria-Louise, Dsse de Brunswick               | Victoria-Louise, Dsse de Brunswick               |                                     |                                     | Margaret, Pcesse de Suède                | Margaret, Pcesse de Suède                | Margaret, Pcesse de Suède                | Margaret, Pcesse de Suède                | Margaret, Pcesse de Suède                | Margaret, Pcesse de Suède                |                             |                             | Élisabeth, Reine des Hellènes                  | Élisabeth, Reine des Hellènes                  | Élisabeth, Reine des Hellènes                  | Élisabeth, Reine des Hellènes                  | Élisabeth, Reine des Hellènes                  | Élisabeth, Reine des Hellènes                  |  |  |  |  |  |  |  |  |  |  |  |  |  |  |  |  |  |  |  |  |  |  |  |  |  |  |  |  |
|  |  |  |  |  |  |  |  |  |  |  |  |  |  |  |  |  |  |  |  |  |  |  |  |                               |                               |                               |                               |                               |                               |  |  |                                          |                                          |                                          |                                          |                                          |                                          |  |  | Frederika, Reine des Hellènes                    | Frederika, Reine des Hellènes                    | Frederika, Reine des Hellènes                    | Frederika, Reine des Hellènes                    | Frederika, Reine des Hellènes                    | Frederika, Reine des Hellènes                    |                                     |                                     | Ingrid, Reine de Danemark                | Ingrid, Reine de Danemark                | Ingrid, Reine de Danemark                | Ingrid, Reine de Danemark                | Ingrid, Reine de Danemark                | Ingrid, Reine de Danemark                |                             |                             |                                                |                                                |                                                |                                                |                                                |                                                |  |  |  |  |  |  |  |  |  |  |  |  |  |  |  |  |  |  |  |  |  |  |  |  |  |  |  |  |
|  |  |  |  |  |  |  |  |  |  |  |  |  |  |  |  |  |  |  |  |  |  |  |  |                               |                               |                               |                               |                               |                               |  |  |                                          |                                          |                                          |                                          |                                          |                                          |  |  | Frederika, Reine des Hellènes                    | Frederika, Reine des Hellènes                    | Frederika, Reine des Hellènes                    | Frederika, Reine des Hellènes                    | Frederika, Reine des Hellènes                    | Frederika, Reine des Hellènes                    |                                     |                                     | Ingrid, Reine de Danemark                | Ingrid, Reine de Danemark                | Ingrid, Reine de Danemark                | Ingrid, Reine de Danemark                | Ingrid, Reine de Danemark                | Ingrid, Reine de Danemark                |                             |                             |                                                |                                                |                                                |                                                |                                                |                                                |  |  |  |  |  |  |  |  |  |  |  |  |  |  |  |  |  |  |  |  |  |  |  |  |  |  |  |  |
|  |  |  |  |  |  |  |  |  |  |  |  |  |  |  |  |  |  |  |  |  |  |  |  |                               |                               |                               |                               |                               |                               |  |  |                                          |                                          |                                          |                                          |                                          |                                          |  |  |                                                  |                                                  |                                                  |                                                  |                                                  |                                                  |                                     |                                     | Anne-Marie, Reine des Hellènes           |                                          |                                          |                                          |                                          |                                          |                             |                             |                                                |                                                |                                                |                                                |                                                |                                                |  |  |  |  |  |  |  |  |  |  |  |  |  |  |  |  |  |  |  |  |  |  |  |  |  |  |  |  |

### Biographies des épouses royales
- (da) Sara Blaedel, Anne-Marie : Dronning Uden Rige, P. Haase, 2000, 213 p. (ISBN 87-559-1146-3).
- (en) Walter Christmas, The Wife of King George I of Greece, Royalty digest, 1998 (ISBN 1-905159-17-X) [réédition d'un ouvrage de 1914].
- (en) Julia Gelardi, Born to Rule : Granddaughters of Victoria, Queens of Europe, Headline Review, 2006, 457 p. (ISBN 0-7553-1392-5).
- (en) Jeffrey Lee, « Greece: Queen Anne Marie », dans Crown of Venus: A Guide to Royal Women Around the World, Writers Club Press, 2000 (ISBN 0595091407), p. 37-41.
- (ro) Diana Mandache, Vise spulberate : Elisabeta, Principesa Romaniei, Regina Greciei, Bucarest, Corint, 2025, 240 p. (ISBN 9786060887690).
- (en) John Wimbles, « Elisabeta of the Hellenes: Passionate Woman, Reluctant Queen - Part. 1: Crown Princess », Royalty Digest, vol. 12#5, no 137,‎ novembre 2002, p. 136-144 (ISSN 0967-5744).
- (en) John Wimbles, « Elisabeta of the Hellenes: Passionate Woman, Reluctant Queen - Part. 2: Crown Princess », Royalty Digest, vol. 12#6, no 138,‎ décembre 2002, p. 168-174 (ISSN 0967-5744).
- (en) John Wimbles, « Elisabeta of the Hellenes: Passionate Woman, Reluctant Queen - Part. 3: Exile at Home 1924-1940 », Royalty Digest, vol. 12#7, no 139,‎ janvier 2003, p. 200-205 (ISSN 0967-5744).

### Autres ouvrages sur la famille royale et sa parentèle
- (en) Leonard Bower, Otho I : King of Greece, a biography, Royalty Digest, 2001 (ISBN 1905159129) [réédition d'un ouvrage de 1939].
- (en) Walter Christmas, King George of Greece, New York, MacBride, Naste & Company, 1914, 456 p. (ISBN 1-4021-7527-2, lire en ligne).
- (en) Arturo B. Eéche, Michael of Greece et Helen Hemis-Markesinis, The Royal Hellenic dynasty, Eurohistory, 2007, 182 p. (ISBN 978-0-9771961-5-9 et 0-9771961-5-1).
- (fr) Michel de Grèce, Mémoires insolites, Paris, Pocket, 2006 (ISBN 2-266-15959-3).
- (en) Stelio Hourmouzios, No Ordinary Crown : A Biography of King Paul of the Hellenes, Weidenfeld & N, 1972, 416 p. (ISBN 0-297-99408-5).
- (es) Ricardo Mateos Sáinz de Medrano, La Familia de la Reina Sofía : La Dinastía griega, la Casa de Hannover y los reales primos de Europa, Madrid, La Esfera de los Libros, 2004, 573 p. (ISBN 84-9734-195-3).
- (en) Alan Palmer et Michael of Greece, The Royal House of Greece, Weidenfeld Nicolson Illustrated, 1990 (ISBN 0-297-83060-0).
- (en) John Van der Kiste, Kings of the Hellenes : The Greek Kings, 1863-1974, Sutton Publishing, 1994, 200 p. (ISBN 0-7509-2147-1).
- (en) Hugo Vickers, Alice : Princess Andrew of Greece, Londres, Hamish Hamilton, 2000, 477 p. (ISBN 0-241-13686-5).

### Histoire de Grèce
- (en) Panagiotis Dimitrakis, Greece and the English : British Diplomacy and the Kings of Greece, Londres, Tauris Academic Studies, 2009, 212 p. (ISBN 978-1-84511-821-1).
- (fr) Édouard Driault et Michel Lhéritier, Histoire diplomatique de la Grèce de 1821 à nos jours : L'Insurrection et l'Indépendance (1821-1830), t. I, PUF, 1926 (lire en ligne).
- (fr) Édouard Driault et Michel Lhéritier, Histoire diplomatique de la Grèce de 1821 à nos jours : Le Règne d'Othon - La Grande Idée (1830-1862), t. II, PUF, 1926 (lire en ligne).
- (fr) Édouard Driault et Michel Lhéritier, Histoire diplomatique de la Grèce de 1821 à nos jours : Le Règne de Georges Ier avant le traité de Berlin (1862-1878) - Hellénisme et slavisme, t. III, PUF, 1926 (lire en ligne).
- (fr) Édouard Driault et Michel Lhéritier, Histoire diplomatique de la Grèce de 1821 à nos jours : Suite du règne de Georges Ier jusqu'à la Révolution turque (1878-1908) - Hellénisme et Germanisme, t. IV, PUF, 1926 (lire en ligne).